# Apeadero Kilómetro 87
Kilómetro 87 era un apeadero ferroviario del ramal a Playa Unión que unía Trelew de la Provincia del Chubut con la localidad costera de Playa Unión, pasando por la ciudad de Rawson. Al funcionar como parada permitía el acceso de los viajeros a los trenes, aunque no se vendían pasajes ni contaba con una edificación que cumpliera las funciones de estación propiamente dicha. Este ferrocarril funcionó desde 1923 hasta el año 1961 en que fue clausurado todo lo perteneciente al Ferrocarril Central del Chubut.

## Toponimia
Obtuvo su denominación por la progresión que alcazaba la vía desde Madryn a este punto en 87600 metros de distancia. Esta distancia luego fue simplificada en Km 87 para facilitar su uso en el lenguaje ferroviario.

## Datos
Al funcionar como apeadero permitía el acceso de los viajeros a los trenes, aunque no se vendían pasajes ni contaba con una edificación que cumpliera las funciones de estación propiamente dicha. Existen dos fuentes que proporcionaron detalles de técnicos del ferrocarril y de este desvío: la primera es el itinerario de 1934 y una recopilación de datos del itinerario de 1945 e informes de la época de clausura. Ninguno de los documentos detalló un desvío auxiliar de vías; siendo posiblemente Km 87 solo una parada.
Km 87 perteneció al ramal a Playa Unión del ferrocarril que funcionó desde de 1923  hasta el año 1961 en que fue clausurado.

## Funcionamiento
Un análisis de informes horarios mostró que este punto era de baja consideración para el ferrocarril. No apareciendo en ninguno de los informes. De este modo, los itinerarios de horarios pertenecientes al ramal Trelew - Playa Unión, desde los años 1928, 1930 , 1936, 1938, 1940,1942, 1946 y 1948 no arrojaron datos de horarios e información de este apeadero.
. Estos itinerarios solo atendieron a las estaciones Trelew y Rawson. Desde 1942 Y 1946 se aludió a los puntos Trelew - Rawson - Playa Unión. El servicio se realizaba en trenes mixtos a vapor exclusivamente. No obstante, desde el informe 1936 se complementó con ferrobuses que hacían el recorrido del ramal todos los días de la semana.
La incorporación formal del apeadero vino con el último informe de 1955. En este se mencionó al apeadero por primera vez  como para opcional, ya que los servicios ferroviarios se detenían aquí solo si había cargas y pasajeros dispuestos. El ferrobús alcanzaba este punto, tras partir de Trelew 6:25 a. m., a las 6:52. Luego, en su recorrido más rápido, cubría en 3 minutos la distancia con Rawson y en 7 minutos el tramo hasta Km 82.

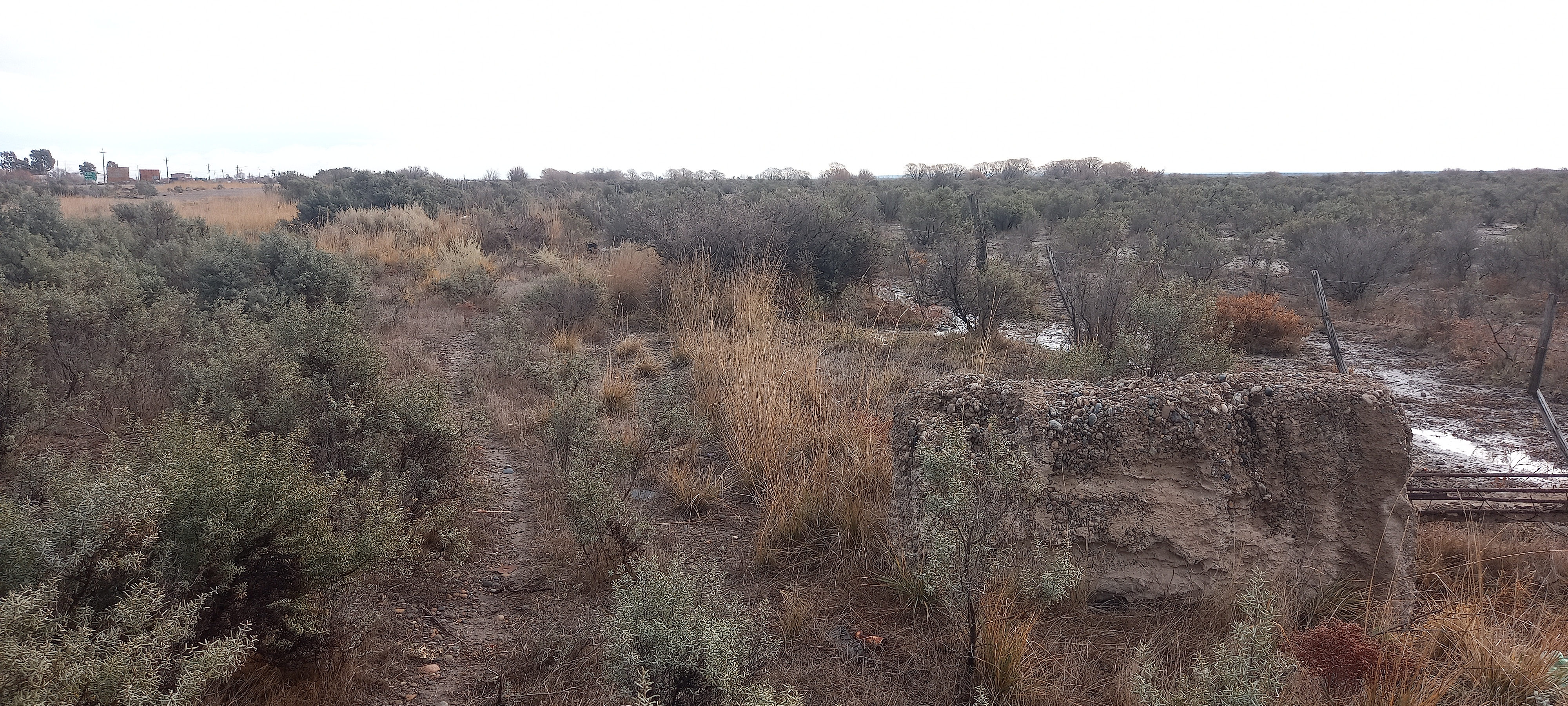
Restos del terraplén desaparecido que conducía la apeadero